# Wrightita
La wrightita és un mineral de la classe dels arsenats.

## Característiques
La wrightita és un arsenat de fórmula química K₂Al₂O(AsO₄)₂. Va ser aprovada com a espècie vàlida per l'Associació Mineralògica Internacional l'any 2016. Cristal·litza en el sistema ortoròmbic. Representa un nou tipus d'estructura. Químicament és propera a altres minerals com són la filatovita i la farmacoalumita, i en certa manera també la dmisokolovita. És el segon arsenaat-òxid de potassi i alumini després de la dmisokolovita.

## Formació i jaciments
Va ser descoberta a una fumarola d'un con d'escòria del volcà Tolbàtxik, situat a Kamtxatka (Districte Federal de l'Extrem Orient, Rússia). Es tracta de l'únic indret on ha estat trobada aquesta espècie mineral.